# Pasar Bantal
Pasar Bantal is een bestuurslaag in het regentschap Muko-Muko van de provincie Bengkulu, Indonesië. Pasar Bantal telt 1165 inwoners (volkstelling 2010).